# Formation finger-four

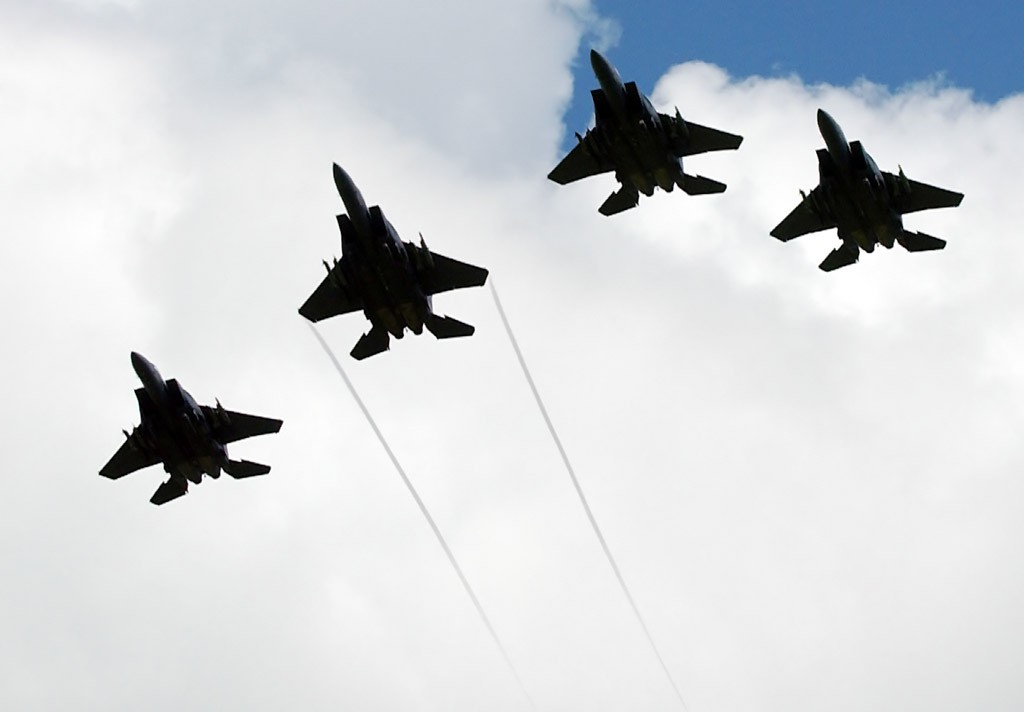
Formation finger-four

Finger-four est une formation aérienne utilisée par les avions de chasse.
Elle se compose de quatre avions et quatre de ces formations peuvent être combinés en une formation d'escadron.

## Description
La formation se compose d'un vol de quatre appareils, composée d'un élément « principal » et d'un élément « secondaire », chacun de deux avions. Lors de la visualisation de la formation ci-dessus, la position des avions ressemble à l'extrémité des quatre doigts d'une main droite d'un homme sans le pouce, d'où le nom de cette formation.

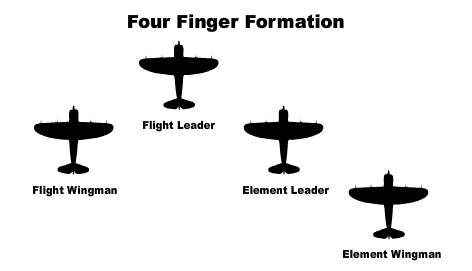

L'élément principal est composé du chef de vol à l'avant de la formation et d'un ailier de vol à son arrière gauche. L'élément secondaire est composé des deux autres avions, le chef de file et son ailier de file. Le chef de file est à la droite et à l'arrière du chef de vol, suivi par l'ailier de file à sa droite et à l'arrière également.
Le chef de vol et le chef de file de cet ensemble ont un rôle offensif, pouvant ouvrir le feu sur des avions ennemis tout en gardant l'escadrille intacte. Leurs ailiers ont un rôle défensif - l'ailier de vol couvre l'arrière du leader de vol et l'ailier de file couvre l'arrière du leader de file.
Quatre de ces vols peuvent être assemblés pour former une formation d'escadron qui se compose de deux lignes décalées de combattants, l'une derrière l'autre. Chaque groupe de 4 appareils est généralement désigné par une couleur (rouge, bleu, jaune et vert).

## Historique
La formation a été élaborée par plusieurs forces aériennes de manière indépendante dans les années 1930. La force aérienne finnoise l'a mis en service entre 1934-1935. Les pilotes de la Luftwaffe ont développé cette formation de manière indépendante, en 1938, au cours de la guerre civile espagnole et ont été les premiers à l'utiliser dans la bataille au cours de cette guerre.
Le plus actif dans son développement et son utilisation dans la Luftwaffe a été le pilote Werner Mölders et ses collègues aviateurs. Dans la Luftwaffe, l'escadrille (allemand : Schwarm) est composée de deux paires (allemand : Rotte) d'avions. Chaque Rotte est composée d'un chef et d'un ailier. Dans le Schwarm, l'avion a un plus grand dégagement vertical et horizontal, de sorte que les pilotes sont plus libres de scruter l'horizon pour la détection d'avions ennemis plutôt que de se concentrer sur le maintien d'une formation serrée. Cela a permis aux pilotes de conserver une plus grande conscience de la situation et de réduire les chances d'être repéré par l'ennemi en raison d'une formation plus déliée. Les leaders de chacune des deux paires peuvent se séparer à tout moment et attaquer à leur compte. Le Rottenführer (leader de la paire) peut attaquer des avions ennemis, laissant son ailier pour détecter les menaces et le protéger pendant qu'il engage l'ennemi. L'approche de la force aérienne finnoise a été encore plus flexible en laissant le pilote qui a repéré l'ennemi de devenir le leader de la paire (ou vol) pour la durée de l'attaque puisqu'il est à mieux de prendre conscience de la situation.
À la suite de l'utilisation de cette formation par la Luftwaffe au cours de la bataille d'Angleterre, son efficacité a été démontrée meilleure que la formation de trois avions en « formation Vic » utilisée par la Royal Air Force (RAF). La RAF, et plus tard, les forces aériennes des États-Unis (USAAF) et les forces aériennes soviétiques adoptent cette formation et l'utilisent contre la Luftwaffe. Au cours de la Guerre d'Hiver (1939-1940), la force aérienne finlandaise obtient avec la formation finger-four un ratio d'avions abattus de 16 contre 1 contre la force aérienne soviétique, qui à l'époque utilisait la classique formation Vic et des avions de qualité supérieure.
Les volontaires des unités de l'armée de l'air soviétique dans la guerre civile espagnole ont adopté cette formation contre les Allemands, mais sont revenus à la formation en « V » lors de leur retour en Union soviétique. Sir Douglas Bader, as de la RAF, est le premier à adopter la formation finger-four en 1940. L'USAAF et l'aéronavale américaine ont commencé à utiliser un concept appelé Fighting Pair en 1940-1941. Le Japon a aussi adopté la formation « finger-four » durant la Seconde Guerre mondiale.

## Formationmissing man
La formation finger-four est devenue moins fréquente après la Seconde Guerre mondiale. Toutefois, elle est encore utilisée dans le Formation missing man lors des cérémonies funérailles des pilotes. La formation effectue un passage à basse altitude au cours des funérailles, puis le leader de file monte verticalement et quitte la formation, symbolisant le départ de la personne honorée.